# Diocesi di Città di Castello

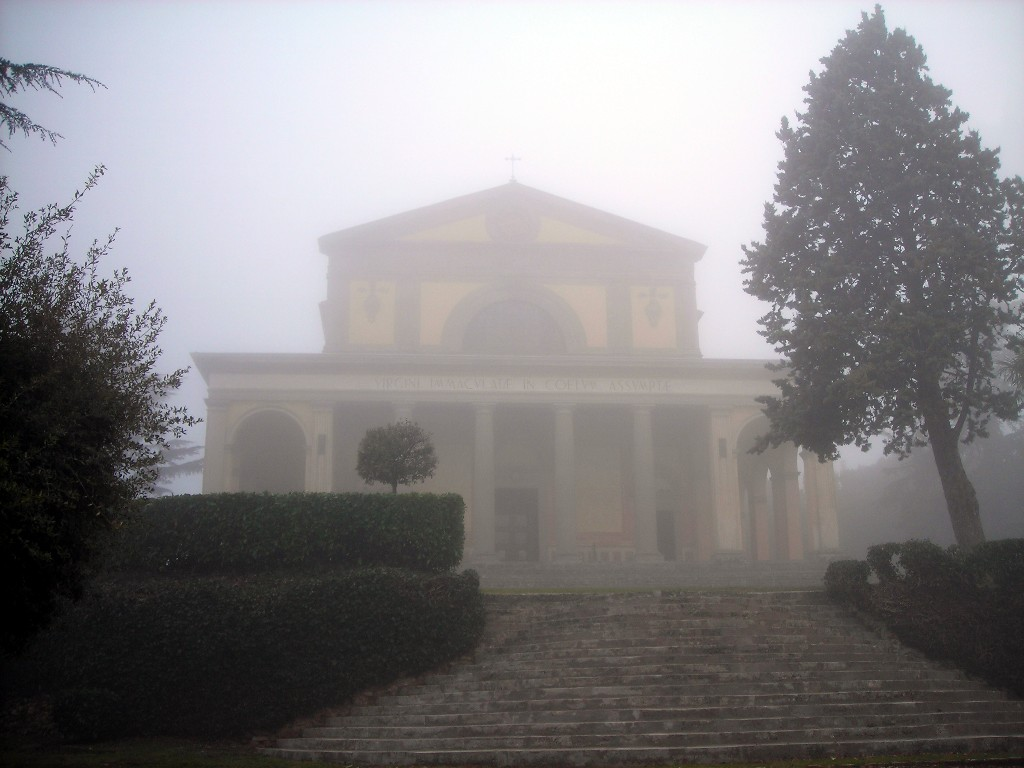
Il santuario della Madonna del Transito di Canoscio immerso nella nebbia.

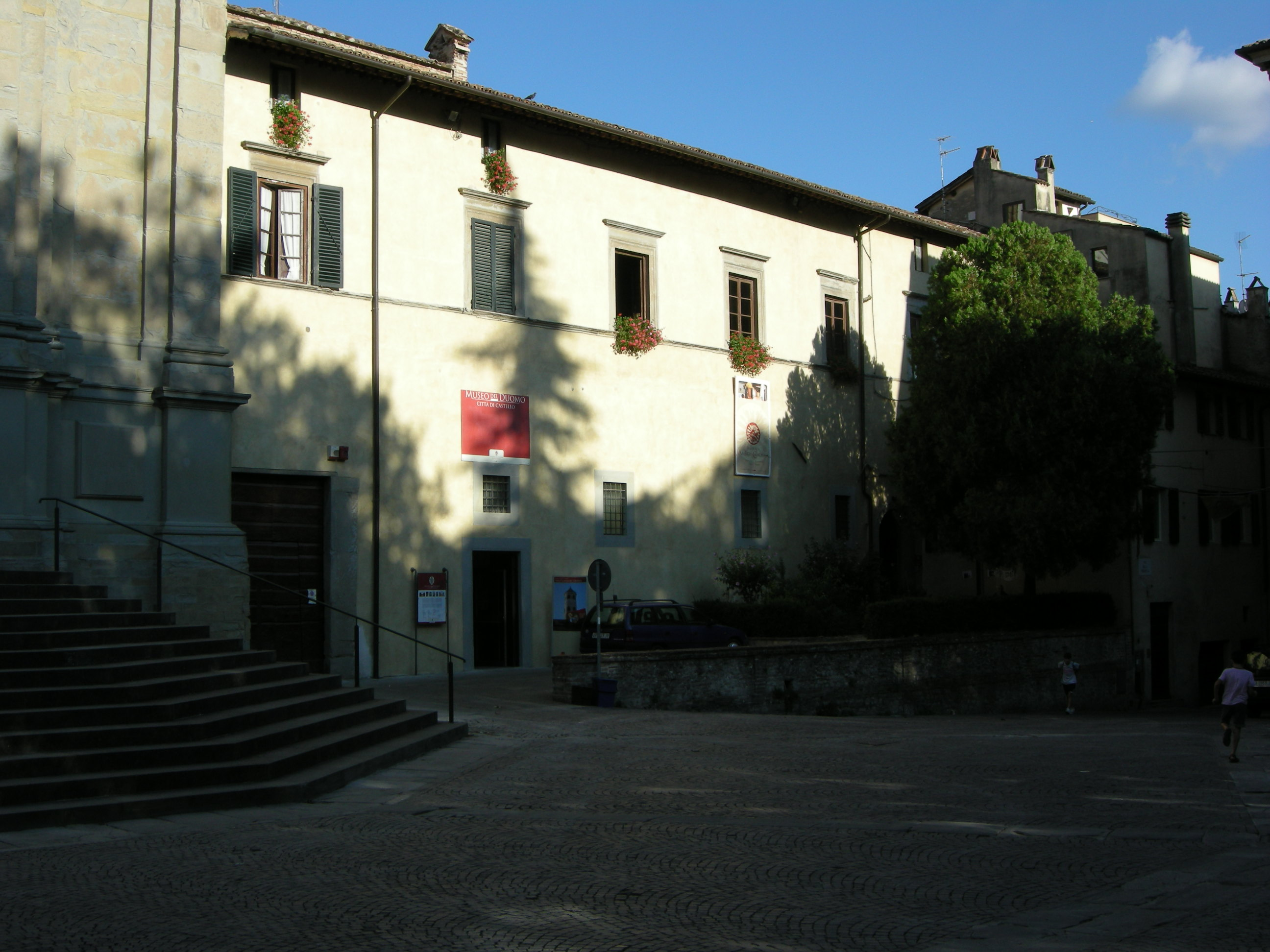
L'edificio adiacente al duomo di Città di Castello che ospita il museo del capitolo del duomo.

La diocesi di Città di Castello (in latino Dioecesis Civitatis Castelli o Tifernatensis) è una sede della Chiesa cattolica in Italia suffraganea dell'arcidiocesi di Perugia-Città della Pieve appartenente alla regione ecclesiastica Umbria. Nel 2023 contava 61.900 battezzati su 64.500 abitanti. È retta dal vescovo Luciano Paolucci Bedini.

## Territorio
La diocesi si estende su 7 comuni dell'Alta Valle del Tevere in provincia di Perugia: Città di Castello, Citerna, Monte Santa Maria Tiberina, Montone, Pietralunga, San Giustino e parte del comune di Umbertide.
Sede vescovile è Città di Castello, dove si trova la cattedrale dei Santi Florido e Amanzio.
Il territorio si estende su 820 km² ed è suddiviso in 60 parrocchie, tra le quali la più popolosa è quella di San Giustino Martire, nel comune di San Giustino, che conta circa 7.000 fedeli. La parrocchia meno popolosa è quella di Pieve de' Saddi, con un centinaio di abitanti, legata all'origine del cristianesimo in Alta Valle del Tevere. Le parrocchie sono raggruppate in 3 zone pastorali: Nord, Centro e Sud. Il 15 giugno 2011 il vescovo Domenico Cancian ha costituito 11 unità pastorali, ridotte a 9 a partire dal 2017, che raggruppano tutte le parrocchie, nell'ambito delle 3 zone pastorali.
Il territorio diocesano è particolarmente ricco di santuari e basiliche. Questo l'elenco riportato dal sito ufficiale della diocesi:
- basilica cattedrale dei Santi Florido e Amanzio;
- basilica santuario della Madonna del Transito in Canoscio (Città di Castello);
- santuario di Santa Maria delle Grazie in Città di Castello;
- santuario di Santa Maria dei Rimedi in Pietralunga;
- santuario di Santa Maria di Belvedere, in località Belvedere (Città di Castello);
- santuario di Santa Maria di Fatima, in località Renzetti (San Giustino);
- santuario di Santa Maria di Petriolo, in località Petriolo (Citerna).

## Struttura ecclesiale
Il vescovo viene coadiuvato dal consiglio pastorale, dal consiglio presbiterale e dal collegio dei consultori.
Gli uffici e gli altri organismi della curia vescovile sono ripartiti in quattro ambiti: Evangelizzazione e annuncio, Liturgia, Carità, Cultura e comunicazioni sociali. Ogni ufficio e centro pastorale della curia diocesana fa riferimento ad uno di questi quattro ambiti. Il vicario generale svolge anche funzioni di moderatore della curia vescovile.
Sono attive da tempo la consulta diocesana di pastorale giovanile e la consulta diocesana delle aggregazioni laicali.

## Storia

### Le origini
L'evangelizzazione dell'alta valle del Tevere è attribuita al martire romano san Crescenziano, morto durante la persecuzione di Diocleziano nel 303. Primo vescovo storicamente accertato di Città di Castello è Eubodio, episcopus Tifernensis, presente al sinodo romano convocato da papa Ilario nel 465.
Sul finire del V secolo e nei primi anni del secolo successivo sono noti altri due vescovi di Tifernum Tiberinum, Mario e Innocenzo, che presero parte ai sinodi indetti a Roma durante l'episcopato di papa Simmaco (498-514). Negli atti del concilio del 499, Mario sottoscrisse gli atti come episcopus ecclesiae Tifernatium; non essendo chiara la sede di appartenenza, Mario potrebbe anche essere vescovo di Tifernum Metaurense (oggi Sant'Angelo in Vado).
Nel corso del VI secolo la città fu coinvolta nella guerra greco-gotica subendo numerosi danni; spettò al vescovo san Florido, consacrato all'epoca di papa Pelagio II (579-590), la riorganizzazione della diocesi. Alla sua morte, Florido venne riconosciuto come santo e patrono. A metà del VII secolo è noto il vescovo Luminoso, che prese parte al concilio lateranense del 649 indetto da papa Martino I per condannare l'eresia monotelita. Tra VII e VIII secolo il territorio diocesano si ampliò incorporando i territori della soppressa diocesi di Tifernum Metaurense.

### Il medioevo
Nel 1012 fu incominciato il restauro della cattedrale, fondata da san Florido, terminato nel 1023 con la consacrazione ad opera di Tebaldo di Arezzo. In quest'epoca è attestato per la prima volta il capitolo della cattedrale, composto da canonici regolari, che seguivano la regola di sant'Agostino. Nel 1143 il cardinale Guido da Città di Castello, già canonico della cattedrale, venne eletto papa con il nome di Celestino II (1143-1144).
Sempre nell'XI secolo è attestata l'organizzazione del territorio della diocesi in pievi; nel 1126 papa Onorio II indirizzò al vescovo Rainerio una bolla con la quale confermò al vescovo tutti i possedimenti dipendenti dalla sua giurisdizione; la bolla fa esplicita menzione di 30 pievi e 12 monasteri. Significativa fu la presenza monastica maschile, soprattutto di monasteri camaldolesi, il più importante dei quali a Sansepolcro, e vallombrosani (Uselle, San Giacomo alla Scatorbia); tra XII e XIII secolo sorsero alcuni monasteri femminili, che in seguito confluirono nell'ordine delle clarisse.
Con il vescovo Giovanni II (1206/1207-1226) si aprì un periodo di grande vitalità, proseguito con i vescovi Matteo (1229-1234) e Niccolò (1265-1279). Al vescovo Giovanni si deve l'istituzione della cancelleria vescovile. Matteo fu attivo soprattutto nell'attività pastorale; tra il 1230 e il 1231 compì una visita della diocesi che risulta essere una delle più antiche di cui si conservano gli atti, dove sono minuziosamente descritti, per ogni pieve, le chiese e il clero officiante. Anche Niccolò compì due visite pastorali e indisse un sinodo; inoltre, data l'ampiezza della diocesi, decise di risiedere in alcuni periodi dell'anno anche a Sansepolcro, dove fece costruire un secondo palazzo vescovile.
Nel corso del XIII secolo sorsero le prime confraternite laicali, dedite in particolare all'attività caritativa e alla gestione degli ospedali; significativa anche la presenza di comunità di penitenti. Nei secoli XIII e XIV si svilupparono l'eremitismo rurale e il fenomeno della reclusione volontaria. Nel 1466 venne fondato a Sansepolcro il primo Monte di pietà della diocesi.
Verso la fine del XIII secolo Città di Castello fu colpita dall'interdetto per essersi rifiutata di pagare il censo alla Santa Sede: nel maggio del 1279 il capitolo dovette eleggere il nuovo vescovo a un miglio fuori della città. Solo nel 1292 l'interdetto fu rimosso. Nel 1283 scoppiò un conflitto di giurisdizione tra l'abate di Sansepolcro, Zeno, e il vescovo di Città di Castello, Giacomo Cavalcanti, che si era recato a Sansepolcro per celebrarvi la Pasqua, a causa dell'interdetto che gravava su Città di Castello. Il podestà, Rosso da San Michele, spinse il popolo a gridare minacce di morte contro il vescovo e la sua famiglia, così che anche Sansepolcro fu colpita dall'interdetto da parte del vescovo. L'abate Zeno, non riconoscendo la giurisdizione vescovile, ignorò l'interdetto e celebrò solennemente i riti liturgici, incappando così nella scomunica episcopale. Il conflitto terminò momentaneamente quando a Zeno succedette l'abate Bindo; tuttavia le pretese di indipendenza degli abati di Sansepolcro furono reiterate per tutto il XIV e il XV secolo.
Nella prima metà del XIV secolo si ebbe il primo smembramento dell'ampio territorio diocesano. Infatti nel 1325 buona parte delle chiese appartenenti alle pievi di Rubiano e di Falzano furono aggregate alla nuova diocesi di Cortona.
A partire dal 1356 la cattedrale fu sottoposta a nuovi restauri, che si protrassero per lungo tempo. Parte delle fabbriche viene ultimata all'inizio del XVI secolo all'epoca del vescovo Giulio Vitelli (1499-1503).

### L'età moderna
Un secondo smembramento del territorio diocesano avvenne il 17 settembre 1520, quando Città di Castello cedette una porzione del suo territorio, costituita da otto pievi, a vantaggio dell'erezione della diocesi di Sansepolcro, il cui territorio, dal 1441, non faceva più parte dello Stato pontificio, ma della repubblica di Firenze.
Nella seconda metà del XVI secolo i vescovi si impegnarono per l'attuazione dei decreti di riforma stabiliti al concilio di Trento. In particolare è da segnalare l'opera di Costantino Bonelli, vescovo dal 1560 al 1572: nel 1562 fondò il Monte di Pietà di Città di Castello; nel 1564 e nel 1568 indisse due sinodi diocesani; nel 1571 fondò il seminario vescovile, che tuttavia ebbe successo solo a partire dal secolo successivo. Nel 1540 era stata riconsacrata la cattedrale, dove nel 1542 si iniziò la pratica delle Quarantore; nel 1578 venne secolarizzato il capitolo dei canonici.
Nel 1636 il territorio diocesano fu per la terza volta ridotto, con la cessione delle parrocchie della valle del Metauro alle nuove diocesi, unite aeque principaliter, di Urbania e Sant'Angelo in Vado.
All'epoca del vescovo Cesare Raccagna fu riaperto il seminario vescovile (1638); un nuovo edificio del seminario venne poi ampliato e completato nel 1752. Si deve al vescovo Giuseppe Maria Sebastiani (1672-1689) una più intensa attività pastorale con la celebrazione di tre sinodi diocesani, l'organizzazione di sei visite pastorali alla diocesi, la promozione di missioni popolari, l'emanazione di decreti di riforma del clero e della pietà popolare, e la pubblicazione della dottrina cristiana.
Nel 1758 durante la sede vacante seguita alla morte di papa Benedetto XIV la popolazione proruppe in tumulti contro lo Stato Pontificio. Nell'anno successivo le condanne dei sediziosi furono gravi, ma il vescovo Giovanni Battista Lattanzi seppe insistere a tal punto che ottenne grazie sempre più ampie, fino all'assoluzione generale, che fu festeggiata in città insieme con il suo promotore.

### L'età contemporanea
La prima metà dell'Ottocento è segnata dagli episcopati di Francesco Antonio Mondelli (1814-1825) e di Giovanni Muzi (1825-1849), caratterizzati da una particolare attenzione per le attività caritative e scolastiche. Si deve inoltre al Muzi la pubblicazione di una delle principali opere di erudizione locale, le Memorie ecclesiastiche di Città di Castello, in cinque libri, pubblicati tra il 1842 e il 1843.
Nella seconda metà dell'Ottocento nasce e si sviluppa il santuario mariano di Canoscio, fondato per iniziativa di padre Luigi Piccardini, e che ben presto acquista importanza in tutta la diocesi ed anche oltre i suoi confini.
La prima parte del Novecento è segnata dall'episcopato di Carlo Liviero, che mise in campo una serie di iniziative atte a rispondere alle rinnovate esigenze religiose, culturali e sociali del suo tempo, promuovendo diverse opere sociali ed assistenziali e favorendo l'impegno dei laici nella vita sociale e politica. Si deve alle sue iniziative, tra le altre cose, la fondazione del settimanale "Voce del popolo", della tipografia vescovile, della sala cinematografica Sant'Egidio, l'istituzione di una scuola elementare vescovile e la fondazione della congregazione religiosa delle Piccole Ancelle del Sacro Cuore. Il 27 maggio 2007 il vescovo Liviero è stato beatificato e la sua memoria liturgica è stata fissata al 30 maggio.
Nel periodo post-conciliare, la diocesi visse un momento di crisi istituzionale. Infatti ad un periodo di sede vacante durato sei anni (1966-1972), seguirono nove anni in cui le diocesi di Città di Castello e di Gubbio furono unite in persona episcopi con il vescovo Cesare Pagani (1972-1981). Inoltre acceso fu il dibattito nell'ambito della riforma delle diocesi italiane, che, tra le varie opzioni, includeva la possibilità della riunificazione delle diocesi di Città di Castello e di Sansepolcro, opzione che non fu presa in considerazione per la divisione del territorio delle due diocesi tra due regioni civili distinte, Umbria e Toscana.
Il 15 agosto 1972 la diocesi, fino ad allora immediatamente soggetta alla Santa Sede, entrò a far parte della provincia ecclesiastica dell'arcidiocesi di Perugia.
In questo stesso periodo il territorio diocesano venne adeguato ai confini umbri. Nel 1962 la parrocchia di Santa Maria alla Rassinata passò alla diocesi di Arezzo. Nel 1984 otto parrocchie del comune di Apecchio passarono alla diocesi di Cagli, mentre alla diocesi di Cortona fu ceduta la parrocchia di Sant'Andrea di Sorbello nel comune di Cortona.
Negli ultimi decenni si è operata una totale riorganizzazione del territorio diocesano. Nel 1986 il vescovo Carlo Urru ha ridotto il numero delle parrocchie dalle oltre 150 precedenti al numero di 60 nell'ambito delle 3 zone pastorali. Domenico Cancian nel 2011 ha organizzato queste parrocchie in 11 unità pastorali, ridotte a 9 a partire dal 2017.
Dal 7 maggio 2022 è nuovamente unita in persona episcopi alla diocesi di Gubbio, sebbene in precedenza sia il consiglio presbiterale che la consulta diocesana per le aggregazioni laicali si fossero espressi a favore della ricomposizione dell'unità ecclesiale dell'Alta Valle del Tevere.

## Istituti di vita consacrata
Nel 2019 in diocesi sono presenti i seguenti istituti di vita consacrata:
Istituti di vita consacrata maschili
- Ordine dei frati minori cappuccini
- Ordine dei frati minori
- Figli dell'amore misericordioso

Istituti di vita consacrata femminili
- Monache benedettine
- Suore francescane dell'Immacolata
- Monache clarisse urbaniste
- Figlie di San Francesco di Sales
- Suore francescane di santa Elisabetta
- Monache clarisse cappuccine
- Figlie della misericordia
- Piccole ancelle del Sacro Cuore

Istituti secolari femminili
- Spigolatrici della Chiesa
- Missionarie dell'Immacolata di padre Massimiliano Kolbe

Istituti di consacrazione secolare aggregati alla famiglia paolina
- Istituto Maria Santissima Annunziata
- Istituto San Gabriele
- Istituto Santa Famiglia

## Cronotassi dei vescovi
Si omettono i periodi di sede vacante non superiori ai 2 anni o non storicamente accertati.
- Eubodio † (menzionato nel 465)[20]
- Mario ? † (menzionato nel 499)[21]
- Innocenzo † (prima del 501 - dopo il 502)[22]
- San Florido † (circa 579/590 - prima di maggio 599 deceduto)[23]
- Luminoso † (menzionato nel 649)
- Alberto ? (? - 711 deceduto)[24]
- Teodoro † (menzionato nel 714 o 715)
- Taciperto † (menzionato nel 752)
- Bonifacio † (menzionato nel 761)
- Leone † (menzionato nel 769)
- Stabile † (menzionato nell'826)
- Roderico † (prima dell'853 - dopo l'861)
- Rainaldo † (menzionato nell'875)[25]
- Marino † (menzionato nell'877)
- Pietro I † (menzionato nel 900 circa)[26]
- Ingizo † (prima del 967 - dopo il 998)[27]
- Pietro II † (prima del 1015 - dopo luglio 1048)[28]
- Ermanno † (prima di maggio 1050 - dopo il 1059)
- Fulcone † (menzionato nel 1068)
- Tebaldo † (2 ottobre 1071 - 4 novembre 1101 deceduto)
- Rodolfo I † (1102 - 28 settembre circa 1105 deceduto)
- Giovanni I † (prima di aprile 1106[29] - 12 settembre circa 1124[30] deceduto)
- Rainerio I † (circa 1124 - 15 giugno circa 1129[31] deceduto)
- Guido † (prima di giugno 1135 - 14 maggio 1137 deceduto)
- Davizzo (Davitius) † (circa 1137/1138 - 8 aprile circa 1146[32] deceduto)
- Ubaldo ? † (menzionato nel 1150)[33]
- Pietro III (prima di ottobre 1153 - 28 luglio 1178 deceduto)[34]
  - Corbello † (menzionato nel 1163) (illegittimo)[35]
- Tedelmanno † (menzionato nel dicembre 1152 o 1167)[36]
- Rainerio II † (prima di dicembre 1178[37] - 7 giugno 1204 deceduto)
- Rolando † (menzionato nel gennaio 1206)[38]
- Giovanni II † (prima di febbraio 1207 - dopo il 10 ottobre 1226 deceduto)
- Cortosonno † (prima del 29 gennaio 1227 - dopo giugno 1228 deceduto)
- Matteo † (prima di agosto 1229 - 1234 deceduto)
- Azzone † (prima di novembre 1234 - dopo aprile 1251 deceduto)
- Pietro IV † (29 luglio 1252 - prima del 14 marzo[39] 1264 deceduto)
- Niccolò, O.Praem. † (25 agosto 1265 - prima del 5 marzo 1279 deceduto)
- Giacomo Cavalcanti † (7 maggio 1280 - ottobre 1301 deceduto)
- Ugolino Gualterotti † (6 novembre 1301 - dopo il 17 maggio 1319 deceduto)
- Ugolino della Branca, O.S.B. † (16 marzo 1320 - circa febbraio 1346 deceduto)
  - Orlando Albizzini † (1328 - 8 gennaio 1329 nominato vescovo di Volterra) (antivescovo)
- Pietro Riccardi (Pierre Richard) † (19 febbraio 1347 - dopo marzo 1357 deceduto)
- Beato Buccio Bonori † (4 maggio 1358 - 26 agosto 1374 deceduto)
- Niccolò Marciari † (4 dicembre 1374 - 1379 nominato vescovo di Orvieto)
- Ettore Orsini † (prima del 7 ottobre 1379 - 17 luglio 1387 deceduto)
- Bandello Bandelli † (16 settembre 1387 - 14 maggio 1407 nominato vescovo di Rimini)
- Giovanni del Pozzo † (3 giugno 1407 - 9 agosto 1409 deposto)
- Bernardo Bartolomei, O.S.M. † (9 agosto 1409 - novembre 1423 deceduto)
- Sirobaldo degli Ubaldi † (10 gennaio 1424 - 1441 deposto)
- Rodolfo, O.E.S.A. † (8 marzo 1441 - 9 giugno 1460 deceduto)
- Giovanni Gianderoni, O.S.A. † (15 luglio 1460 - 15 luglio 1474 nominato vescovo di Massa Marittima e Populonia)
- Bartolomeo Maraschi † (15 luglio 1474 - settembre 1487 deceduto)
- Giovanni Battista Lagni † (24 settembre 1487 - 18 gennaio 1493 nominato arcivescovo di Rossano)
- Nicola Ippoliti † (18 gennaio 1493 - 10 gennaio 1498 nominato vescovo di Ariano)
- Ventura Bufalini † (10 gennaio 1498 - 17 aprile 1499 nominato vescovo di Terni)
- Giulio Vitelli † (17 aprile 1499 - 4 agosto 1503 deposto)
- Antonio Maria Ciocchi del Monte † (4 agosto 1503 - 6 febbraio 1506 nominato vescovo di Manfredonia)
- Achille Grassi † (14 febbraio 1506 - 1515 dimesso)[40]
- Baldassarre Grassi † (1515 - 17 febbraio 1534 dimesso)
  - Marino Grimani † (19 aprile 1534 - 4 marzo 1539 dimesso) (amministratore apostolico)
- Alessandro Stefano Filodori, O.P. † (5 marzo 1539 - 1554 dimesso)
- Vitellozzo Vitelli † (20 marzo 1554 - 7 febbraio 1560 dimesso)
- Costantino Bonelli † (7 febbraio 1560 - 4 aprile 1572 deceduto)
- Antimo Marchesani † (2 giugno 1572 - 27 ottobre 1581 deceduto)
- Ludovico Bentivoglio † (26 novembre 1581 - 19 settembre 1602 deceduto)
- Valeriano Muti † (15 novembre 1602 - 19 marzo 1610 deceduto)
- Luca Semproni † (26 aprile 1610 - 15 gennaio 1616 deceduto)
- Evangelista Tornioli, O.S.B.Oliv. † (23 marzo 1616 - 27 novembre 1630 deceduto)
- Cesare Raccagna † (5 luglio 1632 - 24 dicembre 1646 deceduto)
- Francesco Boccapaduli † (6 maggio 1647 - 1º ottobre 1672 dimesso)
- Giuseppe Maria Sebastiani, O.C.D. † (3 ottobre 1672 - 15 ottobre 1689 deceduto)
- Giuseppe Musotti † (17 aprile 1690 - agosto 1692 dimesso)
- Luca Antonio Eustachi † (9 marzo 1693 - 4 novembre 1715 deceduto)
- Alessandro Francesco Codebò † (8 giugno 1716 - 30 aprile 1733 deceduto)
- Ottavio Gasparini † (20 gennaio 1734 - 12 settembre 1749 deceduto)
- Giovanni Battista Lattanzi † (23 febbraio 1750 - 23 febbraio 1782 dimesso)
- Pietro Boscarini † (23 settembre 1782 - 9 settembre 1801 deceduto)
- Paolo Bartoli † (23 dicembre 1801 - 19 gennaio 1810 deceduto)
  - Sede vacante (1810-1814)
- Francesco Antonio Mondelli † (26 settembre 1814 - 2 marzo 1825 deceduto)
- Giovanni Muzi † (19 dicembre 1825 - 30 novembre 1849 deceduto)
- Letterio Turchi † (20 maggio 1850 - 8 novembre 1861 deceduto)
  - Sede vacante (1861-1863)
- Paolo Micallef, O.E.S.A. † (21 dicembre 1863 - 27 ottobre 1871 nominato arcivescovo di Pisa)
- Giuseppe Moreschi † (24 novembre 1871 - 9 novembre 1887 deceduto)
- Domenico Fegatelli † (1º giugno 1888 - 1º giugno 1891 nominato vescovo di Rimini)
- Dario Mattei Gentili † (1º giugno 1891 - 29 novembre 1895 nominato arcivescovo di Perugia)
- Aristide Golfieri † (29 novembre 1895 - 1º maggio 1909 deceduto)
  - Giustino Sanchini † (12 luglio 1909 - ?[41]) (vescovo eletto)
- Beato Carlo Liviero † (8 gennaio 1910 - 7 luglio 1932 deceduto)[42]
- Maurizio Francesco Crotti, O.F.M.Cap. † (20 marzo 1933 - 25 luglio 1934 deceduto)
- Filippo Maria Cipriani † (29 settembre 1934 - 8 ottobre 1956 deceduto)
- Luigi Cicuttini † (30 novembre 1956 - 7 settembre 1966 dimesso[43])
  - Sede vacante (1966-1972)[44]
- Cesare Pagani † (22 gennaio 1972 - 21 novembre 1981 nominato arcivescovo di Perugia e vescovo di Città della Pieve)
- Carlo Urru † (21 aprile 1982 - 7 febbraio 1991 ritirato)
- Pellegrino Tomaso Ronchi, O.F.M.Cap. † (7 febbraio 1991 - 16 giugno 2007 ritirato)
- Domenico Cancian, F.A.M. (16 giugno 2007 - 7 maggio 2022 ritirato)
- Luciano Paolucci Bedini, dal 7 maggio 2022

## Vescovi originari del clero diocesano

### Vescovi viventi
- Nazzareno Marconi, vescovo di Macerata (dal 2014)

### Vescovi deceduti
- Ivo Baldi Gaburri, vescovo di Huaraz (1999-2004), vescovo-prelato di Huarí (2004-2008), vescovo di Huarí (2008-2021)
- Sergio Goretti, vescovo di Assisi-Nocera Umbra-Gualdo Tadino (1980-2005)
- Pietro Fiordelli, vescovo di Prato (1954-1991)
- Giosuè Bicchi, vescovo di San Severino Marche (1893-1913)
- Giustino Puletti, vescovo di Sansepolcro (1875-1892), nato a San Giustino nel 1828, poi prete diocesano di Sansepolcro
- Antonio Belli, vescovo di Terni (1871-1897)
- Florido Pierleoni, vescovo di Acquapendente (1802-1829)
- Giovanni Ottavio Bufalini, arcivescovo di Ancona (1666-1682)
- Virgilio Giannorri, vescovo di Città della Pieve (1748-1751)
- Giovanni Canauli, vescovo di Fossombrone (1610-1612)
- Timocrate Aloigi, vescovo di Cagli (1607-1610)
- Corrado Tartarini, vescovo di Forlì (1599-1602)
- Annibale Muzi, vescovo di Termoli (1594)
- Ventura Bufalini, vescovo di Massa Marittima (1550-1560)
- Domenico Scribonio Cerboni, vescovo di Imola (1510-1553)
- Riccomanno Bufalini, vescovo di Venafro (1504-1528)
- Ugolino da Pietralunga, vescovo di Sutri (1348-1353)

### Altri vescovi nati in diocesi
- Giacinto Libelli, vescovo di Avignone (1673-1684), nato a Città di Castello nel 1608, frate dell'Ordine dei frati predicatori
- Galeotto Graziani, vescovo di Sansepolcro (1521-1522), nato a Sansepolcro attorno al 1470, prete diocesano di Città di Castello, monaco camaldolese nel 1509.
- Dionigi Roberti, vescovo di Monopoli (1340-1342), nato a Sansepolcro nel 1340 circa, frate dell'Ordine degli eremitani di Sant'Agostino

## Calendario liturgico proprio

### Calendario liturgico proprio della diocesi
L'attuale calendario liturgico proprio della diocesi di Città di Castello è stato approvato dalla Congregazione per i Sacramenti e il Culto Divino il 29 agosto 1981 e successivamente integrato nel 1993 e nel 2007. I libri liturgici propri sono stati ristampati nell’anno 2015, per iniziativa del vescovo Domenico Cancian tenendo conto dell’arricchimento del calendario diocesano intercorso dal 1981 e dando ampio spazio ai testi per l’ufficio delle letture.
| Data         | Celebrazione | Grado                                     |
| ------------ | --- | ----------------------------------------- |
| 4 maggio     | Santa Margherita da Città di Castello, vergine                                                                            | Memoria                                   |
| 30 maggio    | Beato Carlo Liviero, vescovo e fondatore                                                                                  | Memoria                                   |
| 2 giugno     | Santi Crescenziano | Memoria                                   |
| 12 giugno    | Beata Florida Cevoli, vergine                                                                                             | Memoria                                   |
| 9 luglio     | Santa Veronica Giuliani, vergine, patrona secondaria di Città di Castello                                                 | Memoria                                   |
| 23 agosto    | Anniversario della dedicazione della Basilica Cattedrale                                                                  | Solennità in Cattedrale, Festa in Diocesi |
| 26 agosto    | Beata Vergine Maria Madre della Grazia Divina, patrona principale di Città di Castello e patrona secondaria della Diocesi | Solennità in città, Memoria in Diocesi    |
| 2 settembre  | Sant'Albertino da Montone, abate                                                                                          | Memoria                                   |
| 5 settembre  | San Ventura, sacerdote e martire                                                                                          | Memoria                                   |
| 29 settembre | San Gaudenzio, vescovo e martire, patrono di Pietralunga                                                                  | Solennità in Pietralunga                  |
| 12 ottobre   | San Donnino, laico | Memoria                                   |
| 22 ottobre   | Beato Pietro da Città di Castello, religioso                                                                              | Memoria                                   |
| 25 ottobre   | Anniversario della dedicazione delle chiese di cui non si conosce la data                                                 | Solennità in dette chiese                 |
| 5 novembre   | Memoria dei santi dei quali si conservano le reliquie in diocesi                                                          | Memoria                                   |
| 13 novembre  | Santi Florido, vescovo e Amanzio, sacerdote; patroni principali della diocesi                                             | Solennità                                 |

### Processi di canonizzazione e riconoscimenti di santità in corso
La diocesi di Città di Castello attualmente sta portando avanti il processo di canonizzazione del beato vescovo Carlo Liviero presso la Congregazione per le cause dei santi e il riconoscimento del titolo di dottore della Chiesa per santa Veronica Giuliani presso la Congregazione per la dottrina della fede.

## Statistiche
La diocesi nel 2023 su una popolazione di 64.500 persone contava 61.900 battezzati, corrispondenti al 96,0% del totale.
| anno | popolazione | popolazione | popolazione | presbiteri | presbiteri | presbiteri | presbiteri                | diaconi | religiosi | religiosi | parrocchie |
| anno | battezzati  | totale      | %           | numero     | secolari   | regolari   | battezzati per presbitero | diaconi | uomini    | donne     | parrocchie |
| ---- | ----------- | ----------- | ----------- | ---------- | ---------- | ---------- | ------------------------- | ------- | --------- | --------- | ---------- |
| 1950 | 66.618      | 66.710      | 99,9        | 130        | 120        | 10         | 512                       |         | 11        | 249       | 156        |
| 1970 | 63.640      | 63.730      | 99,9        | 111        | 102        | 9          | 573                       |         | 9         | 251       | 156        |
| 1980 | 59.713      | 60.075      | 99,4        | 94         | 85         | 9          | 635                       |         | 9         | 225       | 158        |
| 1990 | 58.695      | 58.745      | 99,9        | 76         | 69         | 7          | 772                       | 4       | 9         | 208       | 60         |
| 1999 | 58.700      | 59.472      | 98,7        | 73         | 59         | 14         | 804                       | 8       | 14        | 188       | 60         |
| 2000 | 58.700      | 59.472      | 98,7        | 75         | 62         | 13         | 782                       | 10      | 13        | 185       | 60         |
| 2001 | 58.710      | 59.463      | 98,7        | 74         | 61         | 13         | 793                       | 10      | 16        | 178       | 60         |
| 2002 | 58.720      | 59.472      | 98,7        | 79         | 66         | 13         | 743                       | 10      | 16        | 170       | 60         |
| 2003 | 58.830      | 60.356      | 97,5        | 77         | 64         | 13         | 764                       | 10      | 14        | 165       | 60         |
| 2004 | 58.840      | 60.370      | 97,5        | 75         | 64         | 11         | 784                       | 10      | 13        | 160       | 60         |
| 2006 | 58.900      | 60.060      | 98,1        | 71         | 60         | 11         | 829                       | 9       | 11        | 131       | 60         |
| 2007 | 61.483      | 62.683      | 98,0        | 73         | 58         | 15         | 858                       | 11      | 18        | 126       | 60         |
| 2013 | 62.600      | 64.200      | 97,5        | 65         | 50         | 15         | 963                       | 11      | 18        | 134       | 60         |
| 2016 | 62.800      | 64.800      | 96,9        | 60         | 49         | 11         | 1.046                     | 17      | 13        | 134       | 60         |
| 2019 | 62.500      | 64.700      | 96,6        | 52         | 45         | 7          | 1.201                     | 21      | 7         | 131       | 60         |
| 2021 | 62.470      | 64.700      | 96,6        | 53         | 46         | 7          | 1.178                     | 19      | 8         | 131       | 60         |
| 2023 | 61.900      | 64.500      | 96,0        | 44         | 36         | 8          | 1.406                     | 18      | 9         | 121       | 60         |